# Copa América de Basquete 3x3 de 2014
A Copa América de Basquete 3x3 de 2014 foi a primeira edição da Copa América de Basquete 3x3. Foi um torneio amistoso disputado no dia 12 de Janeiro de 2014 no Parque dos Patins, na Lagoa Rodrigo de Freitas-Rio de Janeiro. O torneio não é realizado nem reconhecido pela Federação Internacional de Basquetebol.

## Equipes
Brasil 3x3
 Brasil Quadra
 (Equipe Tigre)
 (Equipe Denver)

## Partidas
Jogo 1 (Semi-final 1)
| 12 de janeiro de 2014 | Brasil Quadra | 17-11     | Brasil 3x3 | Parque dos Patins, Lagoa Rodrigo de Freitas-Rio de Janeiro |
| 08:30                 |               | Relatório |            | Árbitro: Vander Lobosco Jr (RJ) e Maurício Serour (RJ)     |

Jogo 2 (Semi-final 2)
| 12 de janeiro de 2014 | Equipe Tigre | 10-19     | Equipe Denver | Parque dos Patins, Lagoa Rodrigo de Freitas-Rio de Janeiro |
| 08:55                 |              | Relatório |               | Árbitro: Vander Lobosco Jr (RJ) e Maurício Serour (RJ)     |

Jogo 3 (Disputa do 3o Lugar)
| 12 de janeiro de 2014 | Brasil 3x3 | 21-11     | Equipe Tigre | Parque dos Patins, Lagoa Rodrigo de Freitas-Rio de Janeiro |
| 09:50                 |            | Relatório |              | Árbitro: Vander Lobosco Jr (RJ) e Maurício Serour (RJ)     |

Jogo 4 (Final)
| 12 de janeiro de 2014 | Brasil Quadra | 12-11              | Equipe Denver | Parque dos Patins, Lagoa Rodrigo de Freitas-Rio de Janeiro |
| 10:15                 |               | Relatório Detalhes |               | Árbitro: Vander Lobosco Jr (RJ) e Maurício Serour (RJ)     |

## Resultado Final
| Copa América de Basquete 3x3 de 2014 |
| ------------------------------------ |
| Brasil Quadra 1º                     |